# Grästjärnen, Medelpad
Grästjärnen är en sjö i Ånge kommun i Medelpad och ingår i Ljungans huvudavrinningsområde. Sjön har en area på 0,143 kvadratkilometer och ligger 334 meter över havet. Sjön avvattnas av vattendraget Råsjöån.

## Delavrinningsområde
Grästjärnen ingår i det delavrinningsområde (691934-149387) som SMHI kallar för Utloppet av Grästjärnen. Medelhöjden är 360 meter över havet och ytan är 1,93 kvadratkilometer. Räknas de 3 avrinningsområdena uppströms in blir den ackumulerade arean 29,62 kvadratkilometer. Råsjöån som avvattnar avrinningsområdet har biflödesordning 2, vilket innebär att vattnet flödar genom totalt 2 vattendrag innan det når havet efter 134 kilometer. Avrinningsområdet består mestadels av skog (68 procent). Avrinningsområdet har 0,14 kvadratkilometer vattenytor vilket ger det en sjöprocent på 7,3 procent.